# Capnia
Il termine capnia indica la percentuale di anidride carbonica disciolta nel sangue espressa come pressione e si indica con pCO2. Viene anche usata in meteorologia, climatologia, oceanografia e limnologia per descrivere la pressione frazionaria di CO2 in funzione della sua concentrazione in gas o fasi disciolte.
Le unità di misura pCO2 sono i Torr (mmHg), l'atmosfera (atm), Pascal (Pa) o qualsiasi altra unità standard della pressione. La pCO2 dell'atmosfera terrestre è aumentata da circa 280 ppm (parti per milione) a un valore medio del 2019 di 409,8 ppm a causa del rilascio antropico di anidride carbonica dalla combustione di combustibili fossili. Questa è la più alta concentrazione atmosferica che sia esistita sulla Terra almeno negli ultimi 800.000 anni.

## Medicina
Per il sangue arterioso, il simbolo pertinente è PaCO2. La misurazione di PaCO2 nella circolazione sistemica indica l'efficacia della ventilazione negli alveoli polmonari, data la capacità diffondente del gas. È un buon indicatore della funzione respiratoria e del fattore strettamente correlato dell'omeostasi acido-base, che riflette la quantità di acido nel sangue (senza acido lattico). I valori normali per l'uomo sono compresi tra 35 e 45 mmHg. Valori inferiori a questi possono indicare iperventilazione e (se il pH del sangue è maggiore di 7,45) alcalosi respiratoria. Valori superiori a 45 mmHg possono indicare ipoventilazione e (se il pH del sangue è inferiore a 7,35) acidosi respiratoria. Una pressione parziale dall'anidride carbonica nel sangue superiore a 45 mmHg viene definita ipercapnia. Le cause sono da ricercare in patologie a carico dell'apparato respiratorio o cardiaco che possono causare alterazioni dell'equilibrio acido-base portando ad acidosi. Anche la somministrazione di ossigeno a volumi elevati può causare ipercapnia ovvero insufficiente rimozione dell'anidride carbonica e quindi insufficiente ossigenazione del sangue.
Si ricorda che l'ossigeno è considerato un farmaco a tutti gli effetti e che la sua somministrazione deve essere prescritta da un medico.

## Scienze acquatiche
Oceanografi e limnologi utilizzano la pCO2 per misurare la quantità di anidride carbonica disciolta nell'acqua, nonché il suo flusso in entrata e in uscita dall'atmosfera. L'anidride carbonica reagisce con l'acqua per formare ioni bicarbonato e carbonato, in modo tale che la solubilità relativa dell'anidride carbonica in acqua sia maggiore di quella di altri gas non reattivi (come per esempio l'elio). Man mano che più anidride carbonica si dissolve nell'acqua, la sua pCO2 aumenta fino a raggiungere la pCO2 dell'atmosfera sovrastante. Viceversa, un corpo idrico con una pCO2 maggiore di quella dell'atmosfera emette anidride carbonica.
La pCO2 è inoltre influenzata dalla temperatura e dalla salinità dell'acqua. L'anidride carbonica è meno solubile nell'acqua più calda rispetto all'acqua più fredda, quindi l'acqua calda mostrerà un pCO2 maggiore rispetto all'acqua fredda con la stessa concentrazione di anidride carbonica. La pCO2 può essere usata per descrivere il sistema del carbonio inorganico di un corpo idrico, insieme ad altri parametri come il pH, il carbonio inorganico disciolto e l'alcalinità. Insieme, questi parametri descrivono la concentrazione e la speciazione delle specie di carbonio inorganico (CO2(aq), HCO3-, CO32-) nell'acqua.
Processi biologici come la respirazione e la fotosintesi influenzano e possono essere influenzati dalla pCO2 acquatica. La respirazione degrada la materia organica, rilasciando CO2 nella colonna d'acqua e aumentando la pCO2. La fotosintesi assimila il carbonio inorganico, diminuendo così la pCO2 acquatica.